# Raluca Strămăturaru
Raluca Strămăturaru (ur. 22 listopada 1985 w Sinaia) – rumuńska saneczkarka.
Występowała na Zimowych Igrzyskach Olimpijskich 2014, gdzie w jedynkach finiszowała na 21 miejscu, uczestniczka Zimowych Igrzysk Olimpijskich 2018 i Zimowych Igrzysk Olimpijskich 2022. Najlepszym osiągnięciem na Mistrzostwach świata w saneczkarstwie było 22. miejsce w 2008 roku, natomiast  na Mistrzostwach Europy 17. miejsce też w 2008 roku. Najlepszym sezonem w Pucharze Świata w saneczkarstwie był sezon 2007/2008, gdzie w łącznej klasyfikacji zajęła 23. miejsce.